# Club Atlético Osasuna B
Maillots
Actualités
Le Club Atlético Osasuna B est l'équipe de football réserve du CA Osasuna, fondé en 1964.

## Histoire
Le club évolue en Segunda División B (troisième division) de 1982 à 1985, puis de 1987 à 2013, et enfin à compter de 2016. Il se classe deuxième de son groupe de Segunda División B lors de la saison 1989-1990, ce qui constitue sa meilleure performance.

## Palmarès
- Tercera División : 1986, 1987, 2016, 2019
- Segunda División RFEF : 2022